# アントニオ・マリア・クラレ
アントニオ・マリア・クラレ（Antonio María Claret, 1807年12月23日 - 1870年10月24日）は、スペインのカトリック教会司祭、司教、聖人。聖クラレチアン宣教会創立者。記念日は10月24日。

## 生涯
クラレはカタルーニャ地方サレントの織物産業の家族の一員として生を受け、5歳の頃、永遠の来世について苦しみ痛感した。その頃から司祭への志があったが、家族の承認を得られず家業に従事し、技術習得のためバルセロナに行った。22歳の時、周囲から期待された将来を放棄し、カルトジオ会の修道士になることを決めたが、健康上の理由により断念、教区の神学校に入学した。1835年に司祭叙階され、1839年にイエズス会に入会するも退会、教区司祭としてカタルーニャ地方、カナリア諸島の教会を巡り信者を司牧した。クラレが叙階された当時、19世紀のスペインは、ナポレオンによる侵攻、たび重なる内戦で荒廃していたが、彼はそれを厭わなかった。
1849年、同僚司祭と共に宣教会をビックにて結成、「クラレチアン宣教会」の元となる。同年、キューバの大司教に任命される。クラレは当初は断ったが受け入れ、翌1850年に司教叙階を受けてキューバに発った。1855年に「汚れなき聖母のクラレチアン修道女会」を創立、現地での司牧に当たった。
1857年、スペイン女王イサベル2世の聴罪司祭として帰国、宮廷での霊的指導者となる。
1867年、政変によりクラレは女王一家、宮廷関係者と共にフランスへ亡命、2度と故郷に帰ることがなかった。1869年、第1バチカン公会議出席のため、ローマに赴くが体調が悪化、1870年、帰天（死去）した。
1950年、ローマ教皇ピウス12世により列聖された。